# Ali Al-Naimi
Ali bin Ibrahim Al-Naimi (en árabe: علي بن إبراهيم النعيمي‎), nacido en 1935 en ar-Rakah en la Provincia Oriental fue el ministro de Petróleo y Recursos Minerales de Arabia Saudita.

## Primeros años y educación
Al-Naimi se juntó con Saudí Aramco en 1947. Bajo sus programas de entrenamiento, estudió en el  Colegio Internacional de Beirut y la Universidad Americana de Beirut antes de irse a los Estados Unidos para continuar sus estudios y entrenamiento en la Universidad de Lehigh. Obtuvo una licenciatura en ciencias en geología en 1962. Más tarde, consiguió una maestría de ciencias en hidrología y la economía de geología en la Universidad Stanford.

## Trayectoria
Después de graduarse, Naimi se juntó de nuevo con Aramco en 1957. Se convirtió en el supervisor del departamento de producción de Abqaiq en 1969. Fue promocionado a la posición de adjunto al director y más tarde trabajó como director de producción entre 1972 y 1975. Se convirtió en vicepresidente de asuntos de producción en 1975. Se lo nombró vicepresidente del asuntos de petróleo en 1978. Electo como miembro de la mesa de directores en 1980, se lo promocionó a una posición nuevamente creada de vicepresidente ejecutivo de asuntos de petróleo y gas en 1981. Se lo nombró como presidente de Saudí Aramco en 1983 y fue el primer ciudadano saudí a permanecer en esta posición. Más tarde, después de combinar las posiciones de presidente y director ejecutivo, se lo nombró a tomar cada posición por separado.
El 2 de agosto de 1995 se lo nombró ministro de petróleo y recursos minerales, reemplazando a Hisham Nazer. Lo reemplazó Abdullah S. Jum'ah como presidente y director ejecutivo de Aramco.
En diciembre de 2010, el Consejo Supremo del Petróleo Saudí, presidido por el rey Abdalá bin Abdelaziz, pidió Naimi a nombrar su sucesor como ministro de petróleo.

### Otras posiciones
Naimi es presidente de la junta de la Universidad de Ciencia y Tecnología Rey Abdalá.

### Recognición
Al-Naimi fue mencionado como una de las personas más influyentes del mundo por la revista estadounidense Time en 2008. En 2011, se lo incluyó entre las 50 personas más influyentes de la revista, también estadounidense, Bloomberg Markets.